# Maquis de Broualan
Le maquis de Broualan était l'un des plus importants maquis du département d'Ille-et-Vilaine pendant la Seconde Guerre mondiale. Il était situé dans le bois de Buzot à proximité du village de Broualan, dans le nord du département.

## Historique
Dès 1942, des réfractaires au STO sont cachés dans les fermes et hameaux de Broualan.
En mars 1944, le "maquis national n°9" est officiellement créé sous l'impulsion de deux mouvements de Résistance : les Francs-tireurs et partisans français, commandés dans le département par le commandant Louis Pétri et localement par Pierre Jouan, mais aussi le mouvement Défense de la France, implanté à Antrain et dirigé par les frères Halais ainsi que l'adjudant Jean Lambert.
Des baraquements sont construits au milieu des fougères et reliés par un chemin de rondins au lieu-dit La Lopinière.

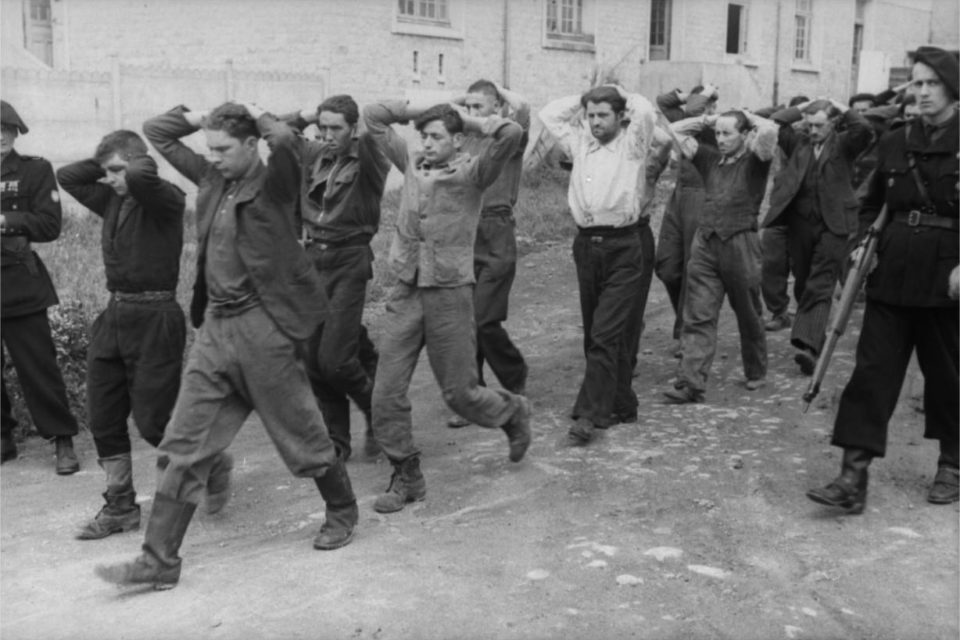
Maquisards après leur arrestation, le 7 juillet 1944.

## Description

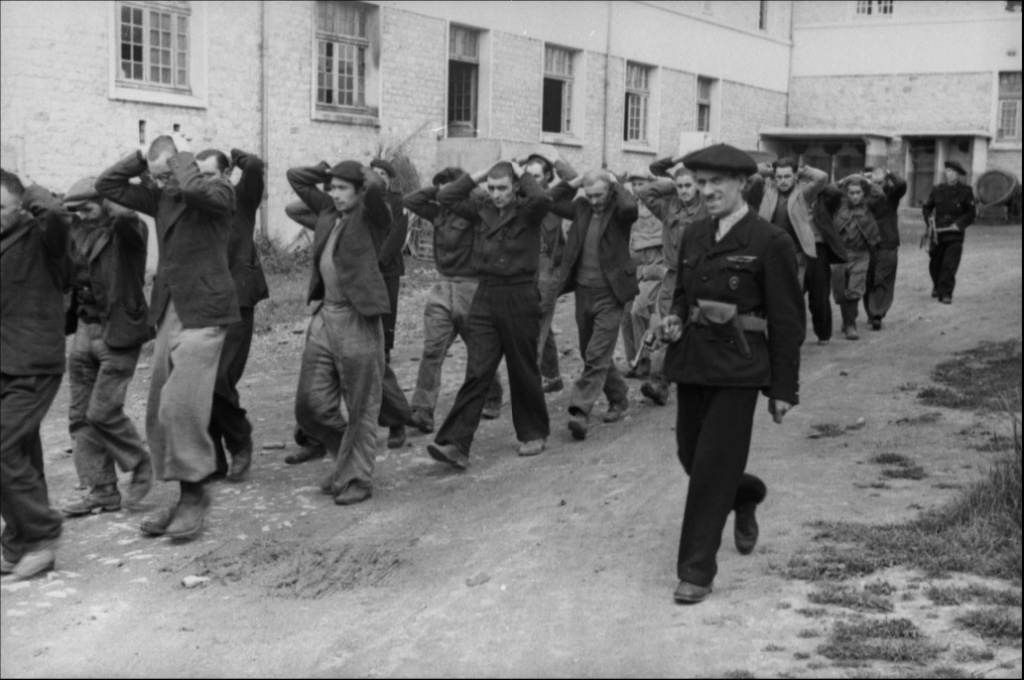
Arrière du peloton.

Le maquis de Broualan est une base de relais. Il est utilisé pour rassembler des résistants et les orienter vers des maquis pourvus en armes, notamment le maquis de Lignières-la-Doucelle (aujourd'hui Lignières-Orgères) dans le nord de la Mayenne. Les résistants parcouraient les 175 km à pied, par groupes de 2 à 3.
A cause de l'erreur d'un résistant, ayant confondu un milicien avec un maquisard dans la rue de Broualan, l'existence du maquis de Broualan s'acheva le 7 juillet 1944 par une descente de quelque 150 hommes de la Milice française dont des hommes du Bezen Perrot, d'abord au bourg, où ils tuèrent 3 habitants, puis à la ferme La Lopinière, où ils raflèrent un grand nombre de maquisards, dont l'adjudant Jean Lambert, Maurice Couriol, Armand Pasquet, Joseph Lemonnier, René Hucet, René Capitain, Michel Renaud ainsi qu'un parachutiste américain, le lieutenant George E. Hendrickson. Ces derniers prisonniers furent torturés à Saint-Rémy-du-Plain avant d'être abattus et précipités dans une carrière sur la route de Bazouges-la-Pérouse.